# Phrudoneura parva
Phrudoneura parva är en tvåvingeart som beskrevs av Henk J.G. Meuffels och Patrick Grootaert 2002. Phrudoneura parva ingår i släktet Phrudoneura och familjen styltflugor.
Artens utbredningsområde är Nya Kaledonien. Inga underarter finns listade i Catalogue of Life.